# 皮爾達雷村
皮爾達雷村（波斯語：پيلدره），是伊朗吉兰省阿姆拉什县中央區南阿姆拉什鄉的一个村。2006年人口普查顯示該村人口为313人，分佈在77个家庭中。